# Hora de Moscú
|  | Huso horario     | Nombre local                                                  |
|  | ---------------- | ------------------------------------------------------------- |
|  | UTC +2 (MSK −1)  | Hora de Kaliningrado (EET)                                    |
|  | UTC +3 (MSK)     | Hora de Moscú (MSK)                                           |
|  | UTC +4 (MSK +1)  | Hora de Samara (SAMT)                                         |
|  | UTC +5 (MSK +2)  | Hora de Ekaterimburgo (YEKT)                                  |
|  | UTC +6 (MSK +3)  | Hora de Omsk (OMST)                                           |
|  | UTC +7 (MSK +4)  | Hora de Krasnoyarsk (KRAT) y Novosibirsk (NOVT)               |
|  | UTC +8 (MSK +5)  | Hora de Irkutsk (IRKT)                                        |
|  | UTC +9 (MSK +6)  | Hora de Yakutsk (YAKT)                                        |
|  | UTC +10 (MSK +7) | Hora de Vladivostok (VLAT)                                    |
|  | UTC +11 (MSK +8) | Hora de Magadán (MAGT), Sajalín (SAKT) y Srednekolimsk (SRET) |
|  | UTC +12 (MSK +9) | Hora de Kamchatka (PETT) y Anádyr (ANAT)                      |

La Hora de Moscú (en ruso: моско́вское вре́мя) es la zona horaria de la ciudad de Moscú, capital de Rusia, y de la mayor parte del oeste de Rusia, incluido San Petersburgo. Es el segundo huso horario más occidental de los once husos de Rusia, tras el de Kaliningrado. La hora de Moscú es UTC +3 desde el 26 de octubre de 2014.
Hasta el año 2011 el horario de Moscú empleaba el UTC+03:00 durante el invierno y el UTC+04:00 durante el verano. El 27 de marzo de 2011, Rusia, con Dmitri Medvédev como presidente, decretó que el horario de verano sería el de aplicación durante todo el año, de modo que la hora oficial quedó fijada en UTC+04:00. El 26 de octubre de 2014 Vladímir Putin, sucesor de Dmitri Medvédev derogó esta ley, pero no se reintrodujo de nuevo el horario de verano, por lo que la hora oficial de Moscú es desde entonces UTC+3 durante todo el año.
El horario de Moscú se usa para programar los trenes o barcos a través de la Federación Rusa, mientras que un viaje en avión está programado utilizando la hora local. La hora en Rusia a menudo se ha anunciado en todo el país, en las estaciones de radio, como la hora de Moscú, y esta vez también se registra en los telegramas, por ejemplo. La descripción de las zonas horarias en Rusia, a menudo se basan en la hora de Moscú en lugar del UTC. Por ejemplo, en Yakutsk (UTC +9) se dice que acata el MSK +6 dentro de Rusia.